# Homophylax flavipennis
Homophylax flavipennis är en nattsländeart som beskrevs av Banks 1900. Homophylax flavipennis ingår i släktet Homophylax och familjen husmasknattsländor. Inga underarter finns listade i Catalogue of Life.